# エゾライチョウ
エゾライチョウ（蝦夷雷鳥、学名：Tetrastes bonasia）は、キジ目キジ科に属する鳥類の一種。狭義のヤマドリが棲息しない地域も多い北海道では、ヤマドリの語は通常この鳥を指す。
本州中部の高山帯に生息するライチョウ (Lagopus mutus) とは属が異なり、羽の色は変化しない。英語圏では、冬に白い羽となるライチョウ属の種をPtarmigan、羽の色を変化させない種はGrouse と呼び区別される。

## 分布
世界ではスカンジナビア半島から朝鮮半島までのユーラシア大陸北部の森林やサハリンまで広く分布している。エゾライチョウが属する Tetrastes 属は全部3種で、他に四川省、甘粛省、青海省、雲南省、チベット等の比較的高標高地の森林だけに生息するミヤマエゾライチョウ Bonasa sewerzowi と北アメリカ北部に生息するエリマキライチョウ Bonasa umbellusがいる。エゾライチョウは生息域が広く幾つかの亜種に分類されているが、4～11亜種まで分類には諸説ある。
ミトコンドリアDNAのハプロタイプなどの分析によると、大陸に生息する系統と北海道に生息する系統との分岐時期は約4万年前と考えられる。また、遺伝的多様性は維持されており、良好な状態で生存し続けていたと考えられる。ミヤマエゾライチョウが遺伝的には近縁で、更新世中期または後期に共通の祖先から分岐したと考えられる。また、エリマキライチョウとは更に古く、第三紀鮮新世に分岐したとされている。

## 日本での分布
北海道のみに分布
。

## 形態
体重の雌雄差はほとんど無く350～400g程度、翼長17cmほどでウズラよりは大きい。全身黄土色、茶色、白色のまだら模様で、足に白い羽毛が生えている。くちばしは黒色。雄はのどが黒色でそこを囲む白線があるが、雌にはこの黒色部はない。

## 生態

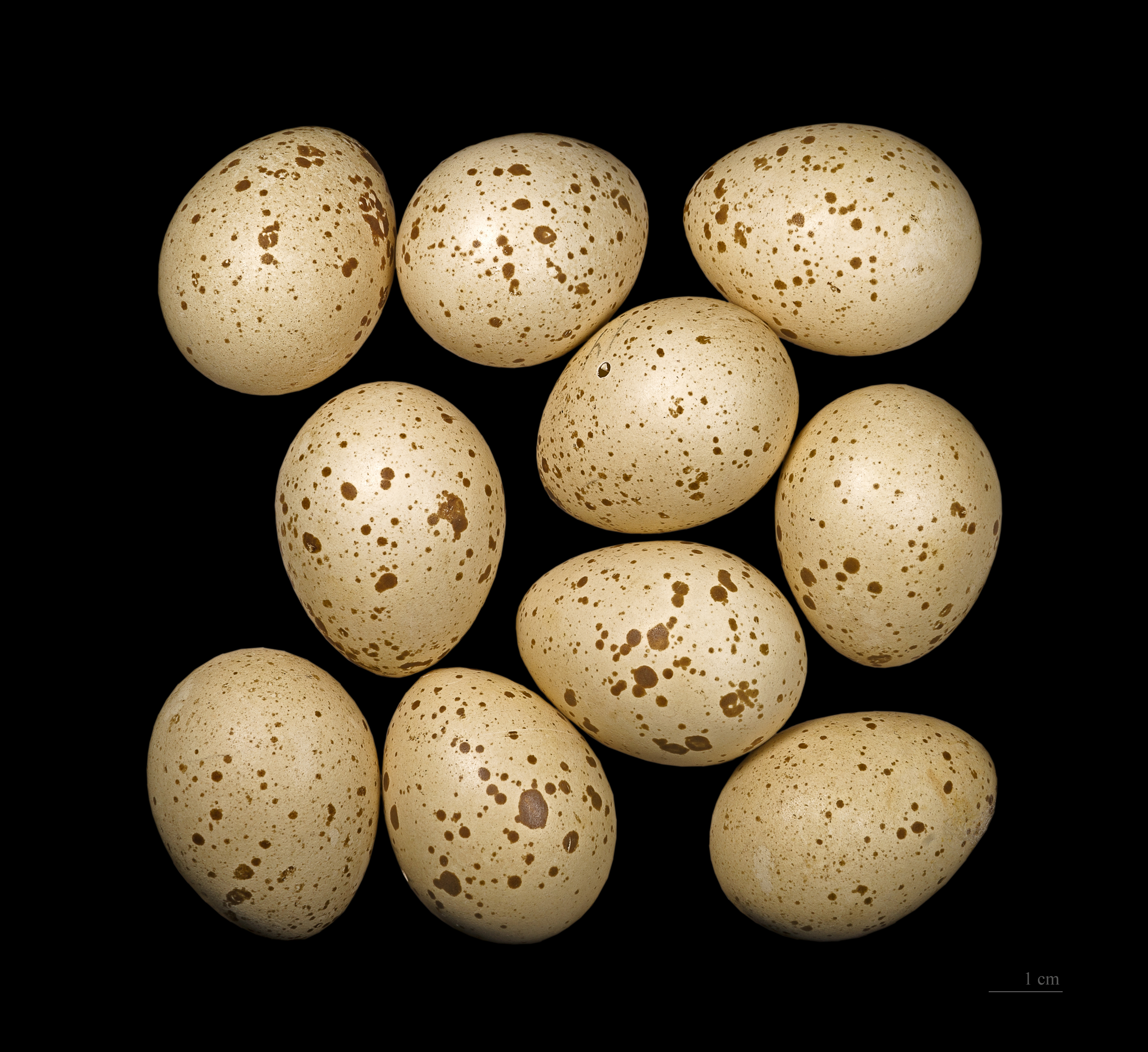
エゾライチョウの卵

北海道では主に標高200～800mの亜高山帯以下の針葉樹人工林に広葉樹を交えた針広混交林、落葉広葉樹林に生息する。ただし、カラマツの人工林は好まない。成鳥は植物食で樹木の芽、枝、葉、果実、種子などを食べるが、幼鳥の時期は昆虫などの動物質も多くなる。また季節的な移動をほとんど行わない留鳥である。大陸に生息する亜種は10羽以上の群れを形成するが、北海道に生息する亜種の群れは10羽より少ない。
オスは3月末頃から縄張りを形成しメスとつがいを組むが、「一夫一妻」「一夫多妻」の両方が観察されている。繁殖期は5月で、地上に巣を作り7個程度の卵を産みメスだけが抱卵する。孵化日数は23日程度で孵化後は巣には戻らない。雛はメスに保護され成長するが、オスはメスの産卵が終わるとつがいを解消する。幼鳥とメスは秋まで「家族群れ」で過ごす。非積雪期は樹上をねぐら（塒）とし、積雪期は雪中に浅い穴を作りねぐらとしている。

## 狩猟鳥
エゾライチョウは、かつては一般的な野鳥であったが、近年は狩猟、自然環境の変化などにより生息数が激減している。
しかし、美味であることより狩猟鳥指定から外すことに抵抗があるため、現在でも狩猟鳥である。
シチメンチョウが一般に浸透するまでは、欧米ではクリスマスの最高のご馳走と言えばこの鳥のローストであった。その為、1920年代から1950年代には北海道のエゾライチョウも年間5～6万羽が捕獲され、輸出されていた。近年の減少は、キツネによる捕食が大きな原因と言われている。

## 保全状態評価
- 情報不足（DD）（環境省レッドリスト）

- 希少種（北海道RDB）